# NASCAR AutoZone Elite Division, Midwest Series
Die NASCAR AutoZone Elite Division, Midwest Series ist eine ehemalige Amateur-Motorsportserie der NASCAR, welche ausschließlich auf kurzen Ovalen im Mittleren Westen der USA fuhr.

## Geschichte
Vorgängerserie der Midwest-Series war die 1975 gegründete ARTGO-Series die als Late Model-Einsteigerserie auf Short Tracks konzipiert war. Seriengründer Art Frigo verkaufte die Serie 1979 an John & Sue McKarns die wiederum die Serie 1998 an die NASCAR verkauften. Die Serie durchlief verschiedene Namensänderungen mit verschiedenen Titelsponsoren. Von 1998 bis 2002 wurde sie als RE/MAX Challenge Series bezeichnet. 2003 als NASCAR International Truck and Engine Corporation Midwest Series und lediglich die letzten 3 Jahre von 2004 bis 2006 lautete die Bezeichnung NASCAR AutoZone Elite Division, Midwest Series.
Während der NASCAR-Ära galten für die Serie die gleichen Late-Model Regeln wie für drei andere NASCAR-Regionalserien (Northwest, Southeast und Southwest). Im Jahr 2006 stellte die NASCAR die AutoZone Elite Division schließlich ein, nachdem sinkende Teilnehmerzahlen und zu wenige Rennen im Kalender den Betrieb der Serie unwirtschaftlich gestalteten. Als Nachfolgeserie für die eingestellte NASCAR-Serie wurde 2007 die von der ASA sanktionierte ARCA Midwest Tour etabliert.
Momentan sind die größten ausschließlich regional fahrenden Serien der NASCAR die NASCAR Camping World West Series und die NASCAR Camping World East Series.

## Saisonstatistiken
| Jahr | Meister        | Rookie of the Year | Most popular driver | Anzahl Rennen | Starter | davon full season |
| ---- | -------------- | ------------------ | ------------------- | ------------- | ------- | ----------------- |
| 1998 | Steve Carlson  | Justin Diercks     | Jason Schuler       | 18            | 124     | 10                |
| 1999 | Brian Hoppe    | Jimmy Mars         | Jason Schuler       | 16            | 78      | 12                |
| 2000 | Steve Carlson  | Tim Schendel       | Steve Carlson       | 16            | 94      | 10                |
| 2001 | Steve Carlson  | Dan Frederickson   | Steve Carlson       | 18            | 89      | 10                |
| 2002 | Steve Carlson  | Josh Vadneis       | Pete Moore          | 14            | 80      | 11                |
| 2003 | Steve Carlson  | Eric Fransen       | Eddie Hoffman       | 11            | 66      | 15                |
| 2004 | Justin Diercks | Russ Blakely       | Steve Carlson       | 13            | 67      | 13                |
| 2005 | Justin Diercks | Andrew Morissey    | Steve Carlson       | 9             | 41      | 12                |
| 2006 | Tim Schendel   | Scott Backman      | Steve Carlson       | 6             | 29      | 8                 |